# Nguyễn Thị Ánh Viên
Pour les articles homonymes, voir Nguyễn.
Nguyễn Thị Ánh Viên, née le 9 novembre 1996 à Cần Thơ (Viêt Nam), est une nageuse vietnamienne spécialiste du 4 nages. Elle est Major dans l'armée vietnamienne.

## Carrière
Nguyễn Thị Ánh Viên fait ses débuts aux Jeux d'Asie du Sud-Est de 2011 en Indonésie où elle remporte l'argent sur le 100 m dos et le 400 m 4 nages. Deux ans plus tard, elle repart avec une médaille d'or sur le 200 m et 400 m 4 nages ainsi que sur le 200 m nage libre et l'argent sur le 400 m nage lire et le 100 m dos.
En 2012, elle participe aux Jeux olympiques d'été de 2012 sur le 200 m dos et le 400 m 4 nages. Sur la première course, elle termine 26e en 2 min 13 s 35 et sur la seconde, elle termine 28e en 4 min 50 s 32. Quatre ans plus tard à Rio, elle se qualifie pour trois courses : le 400 m nage libre, le 200 m et le 400 m 4 nages. Sur le 400 m nage libre, elle termine 26e et 33e sur le 200 m 4 nages. Sur le 400 m 4 nages, elle entre dans le Top 10, terminant à la 9e à seulement 2 s 19 de la dernière place qualificative pour la finale.
Aux Jeux asiatiques de 2014, elle remporte la première médaille du Viêt Nam en natation de l'histoire de la compétition en montant sur la troisième marche du podium sur le 400 m 4 nages et le 200 m dos. Quelques semaines plus tard, aux Jeux olympiques de la jeunesse à Nankin, elle gagne le 200 m 4 nages en battant le record national de la distance.
À Singapour en 2015, elle rafle huit médailles d'or : le 200 m, 400 m et 800 m nage libre, le 200 m papillon, le 200 m et 400 m 4 nages, le 200 m dos et le 200 m brasse. La nageuse obtient également deux médailles d'argent sur le 100 m nage libre et le 50 m dos.
Lors des Championnats du monde en petit bassin 2016, elle est la seule nageuse vietnamienne qualifiée. Elle atteint la finale du 400 m 4 nages et termine seconde derrière la Hongroise Katinka Hosszú mais est finalement disqualifiée pour ne pas avoir touché le mur lors d'un de ses virages.
Aux Jeux d'Asie du Sud-Est de 2017, Nguyễn Thị Ánh Viên remporte une nouvelle fois huit médailles en or - le 200 m, 400 m et 800 m nage libre, le 50 m, 100 m et 200 m ainsi que sur le 200 m 4 nages - et deux médailles en argent - le 100 m nage libre et le 200 m brasse.
En 2018, elle ne réussit pas à se qualifier pour les finales des courses dans lesquelles elle est engagée aux Jeux asiatiques. Sur le 200 m 4 nages, elle termine seulement 11e des demi-finales.
Membre de l'armée vietnamienne, elle participe aux Jeux mondiaux militaires de 2019 et se place 2e sur le 400 m 4 nages derrière la Française Fantine Lesaffre.

## Palmarès
| Année | Compétition                    | Lieu         | Place | Course           |
| ----- | ------------------------------ | ------------ | ----- | ---------------- |
| 2011  | Jeux d'Asie du Sud-Est         | Palembang    | 2e    | 400 m 4 nages    |
| 2011  | Jeux d'Asie du Sud-Est         | Palembang    | 2e    | 100 m dos        |
| 2012  | Championnats d'Asie            | Dubaï        | 3e    | 400 m 4 nages    |
| 2012  | Championnats d'Asie            | Dubaï        | 2e    | 200 m dos        |
| 2013  | Jeux asiatiques                | Incheon      | 1re   | 200 m 4 nages    |
| 2013  | Jeux d'Asie du Sud-Est         | Naypyidaw    | 3e    | 800 m nage libre |
| 2013  | Jeux d'Asie du Sud-Est         | Naypyidaw    | 2e    | 100 m dos        |
| 2013  | Jeux d'Asie du Sud-Est         | Naypyidaw    | 2e    | 400 m nage libre |
| 2013  | Jeux d'Asie du Sud-Est         | Naypyidaw    | 2e    | 400 m 4 nages    |
| 2013  | Jeux d'Asie du Sud-Est         | Naypyidaw    | 1re   | 200 m dos        |
| 2013  | Jeux d'Asie du Sud-Est         | Naypyidaw    | 1re   | 200 m 4 nages    |
| 2013  | Jeux d'Asie du Sud-Est         | Naypyidaw    | 1re   | 400 m 4 nages    |
| 2014  | Jeux olympiques de la jeunesse | Nankin       | 1re   | 200 m 4 nages    |
| 2014  | Jeux asiatiques                | Incheon      | 3e    | 200 m dos        |
| 2014  | Jeux asiatiques                | Incheon      | 3e    | 400 m 4 nages    |
| 2015  | Jeux mondiaux militaires       | Mungyeong    | 1re   | 200 m 4 nages    |
| 2015  | Jeux mondiaux militaires       | Mungyeong    | 2e    | 800 m nage libre |
| 2015  | Jeux mondiaux militaires       | Mungyeong    | 3e    | 200 m dos        |
| 2015  | Jeux d'Asie du Sud-Est         | Singapour    | 3e    | 50 m dos         |
| 2015  | Jeux d'Asie du Sud-Est         | Singapour    | 2e    | 100 m nage libre |
| 2015  | Jeux d'Asie du Sud-Est         | Singapour    | 1re   | 200 m nage libre |
| 2015  | Jeux d'Asie du Sud-Est         | Singapour    | 1re   | 400 m nage libre |
| 2015  | Jeux d'Asie du Sud-Est         | Singapour    | 1re   | 800 m nage libre |
| 2015  | Jeux d'Asie du Sud-Est         | Singapour    | 1re   | 200 m papillon   |
| 2015  | Jeux d'Asie du Sud-Est         | Singapour    | 1re   | 200 m dos        |
| 2015  | Jeux d'Asie du Sud-Est         | Singapour    | 1re   | 200 m brasse     |
| 2015  | Jeux d'Asie du Sud-Est         | Singapour    | 1re   | 200 m 4 nages    |
| 2015  | Jeux d'Asie du Sud-Est         | Singapour    | 1re   | 400 m 4 nages    |
| 2016  | Championnats d'Asie            | Tokyo        | 1re   | 400 m 4 nages    |
| 2016  | Championnats d'Asie            | Tokyo        | 3e    | 200 m 4 nages    |
| 2016  | Championnats d'Asie            | Tokyo        | 3e    | 200 m nage libre |
| 2016  | Championnats d'Asie            | Tokyo        | 3e    | 800 m nage libre |
| 2017  | Jeux asiatiques en salle       | Achgabat     | 2e    | 200 m nage libre |
| 2017  | Jeux asiatiques en salle       | Achgabat     | 1re   | 100 m 4 nages    |
| 2017  | Jeux asiatiques en salle       | Achgabat     | 1re   | 200 m 4 nages    |
| 2017  | Jeux d'Asie du Sud-Est         | Kuala Lumpur | 2e    | 100 m nage libre |
| 2017  | Jeux d'Asie du Sud-Est         | Kuala Lumpur | 2e    | 200 m brasse     |
| 2017  | Jeux d'Asie du Sud-Est         | Kuala Lumpur | 1re   | 200 m nage libre |
| 2017  | Jeux d'Asie du Sud-Est         | Kuala Lumpur | 1re   | 400 m nage libre |
| 2017  | Jeux d'Asie du Sud-Est         | Kuala Lumpur | 1re   | 800 m nage libre |
| 2017  | Jeux d'Asie du Sud-Est         | Kuala Lumpur | 1re   | 50 m dos         |
| 2017  | Jeux d'Asie du Sud-Est         | Kuala Lumpur | 1re   | 100 m dos        |
| 2017  | Jeux d'Asie du Sud-Est         | Kuala Lumpur | 1re   | 200 m dos        |
| 2017  | Jeux d'Asie du Sud-Est         | Kuala Lumpur | 1re   | 200 m 4 nages    |
| 2017  | Jeux d'Asie du Sud-Est         | Kuala Lumpur | 1re   | 400 m 5 nages    |
| 2019  | Jeux mondiaux militaires       | Wuhan        | 2e    | 400 m 4 nages    |